# 汪慶生
汪慶生（?—?），江蘇省鎮江府丹徒縣人，清朝政治人物、同進士出身。
光緒十八年（1892年），参加光緒壬辰科殿試，登進士三甲79名。同年五月，以主事分部学习。